# Jacek Labuda
Jacek Labuda (ur. 25 lipca 1947 w Inowrocławiu, zm. 23 października 1993 w Warszawie) – polski śpiewak operetkowy.

## Życiorys
Ukończył studia w Akademii Muzycznej im. Stanisława Moniuszki w Gdańsku pod kierunkiem Haliny Mickiewiczównej.
Debiutował w 1967. Był wieloletnim solistą Teatru Muzycznego w Gdyni, na tamtejszej scenie śpiewał przez sześć sezonów. W latach 1976–1980 występował w Operetce Śląskiej w Gliwicach. W roku 1983 artysta przeniósł się do Warszawy stając się wkrótce czołowym solistą stołecznej Operetki Warszawskiej oraz Teatru Syrena.
Zmarł w 1993. Został pochowany na cmentarzu Witomińskim w Gdyni (kwatera 68-2-11).

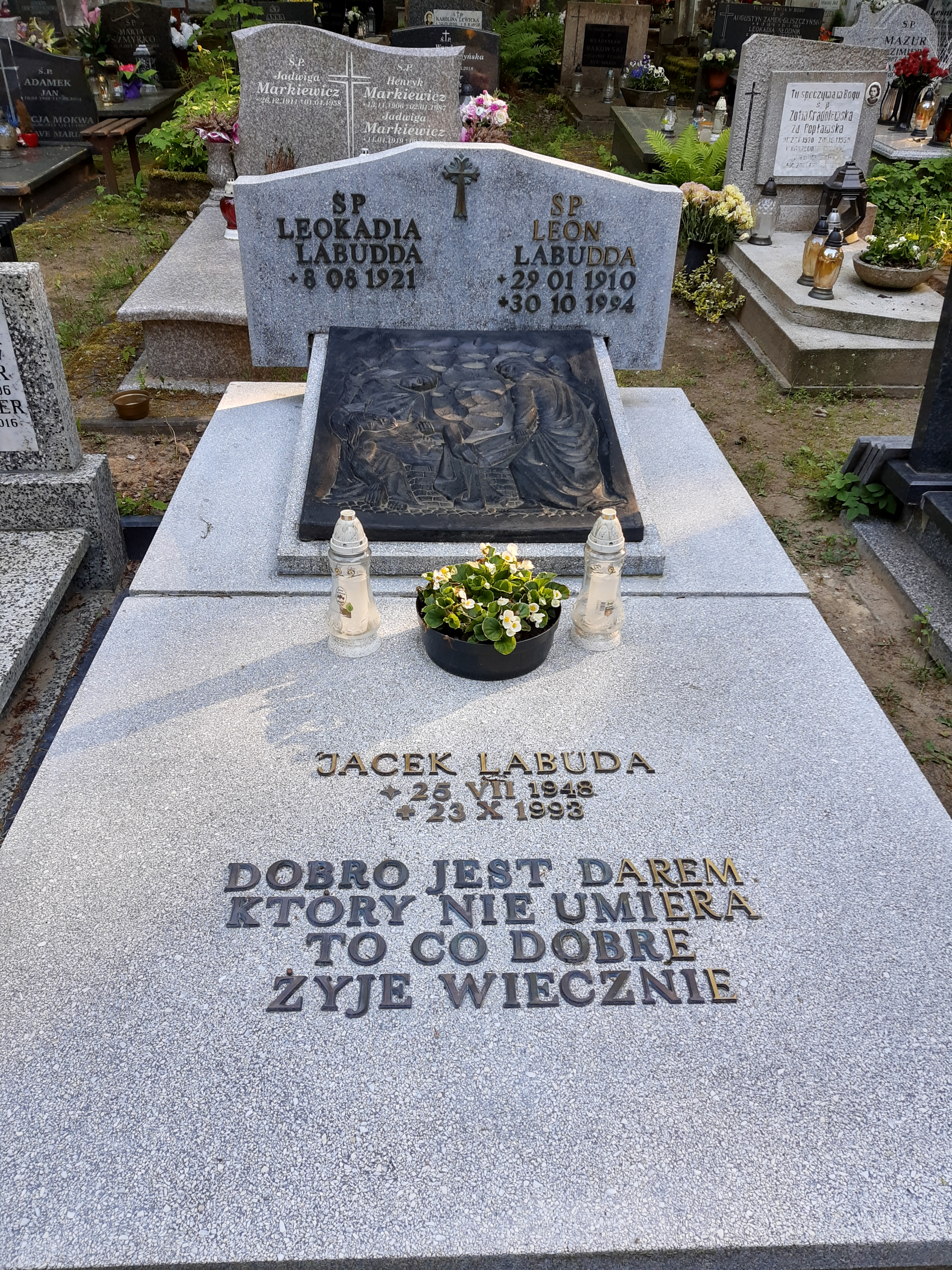
Grób Jacka Labudy na cmentarzu Witomińskim

## Nagrody
- 1981 - "Złota Maska" za rolę Edwina w Księżniczce czardasza w Operetce Śląskiej w Gliwicach